# Dombra
Une dombra, dombura, dombula ou dongbula (termes dérivés du tambur) est un instrument de musique rustique à cordes pincées rencontré dans toutes les contrées d'Asie centrale : Kazakhstan, Mongolie, Ouzbékistan, Kirghizistan, Tadjikistan, Turkménistan, et Xinjiang en Chine. C'est un luth populaire à manche long. Il ne faut pas le confondre avec le domra russe.

## Lutherie
Taillée dans un bloc monoxyle de mûrier, la caisse de résonance est piriforme et sans ouïe. Généralement dotée de deux cordes en nylon, la dombra ressemble au dotâr. Cependant, elle n'en possède pas sa finesse acoustique, ni l'étendue de son manche. 
La version kazakhe a des frettes contrairement à l'ouzbèke.

## Jeu
La dombra, jouée notamment par les Bachkirs, s’utilise :
- soit en pinçant les cordes avec la main entière
- soit en pinçant  individuellement chaque corde, parfois à l'aide d'un plectre.

## Tessiture et tablature
Il existe différentes manières d'accorder la dombra. Le standard le plus répandu du Kazakhstan est le suivant : 

## Culture kazakhe

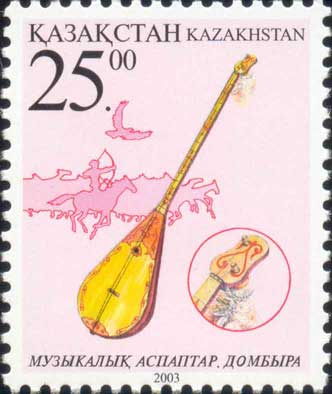
Dombra

L'instrument est un des symboles de l’identité culturelle kazakhs, sentiment que l'on retrouve dans le proverbe « Un vrai Kazakh n’est pas un Kazakh, un vrai Kazakh est une dombra ».

### Les écoles kazakhes
Deux écoles, d’ouest et d’est, ont produit deux styles différents, tokpe et chertpe, qui se distinguent par leur thématique, leur composition et leur technique de jeu. Ces deux styles ont induit des transformations de l'instrument.

#### Le styletokpe
Le style tokpe du Kazakhstan occidental (plus précisément de la péninsule de Manghychlak, des alentours de la mer d'Aral, des régions d’Aktioubé, d’Atyraou et de l’Oural), se caractérise par un jeu vif, sonnant et éclatant, la main frappant les deux cordes. L’instrument est une grande dombra, dotée d’une caisse de résonance ovale et d’un manche effilé, portant de douze à quatorze frettes. L’école tokpe a donné elle-même naissance à quatre principaux courants, ayant vu le jour au XIXe siècle sous l'influence de grands compositeurs de cette période.
Kurmanghazy (1818-1889), dont le conservatoire et l’orchestre national du Kazakhstan portent le nom, est le plus connu d’entre eux. On lui doit Sary-Arqa (un des noms de la steppe en kazakh), un kuï puissant qui évoque la steppe et le galop du cheval. Son courant a inspiré Dina Nurpeïsova (1861-1955), puis Rysbaï Gabdiev et Karchimbaï Akhmediarov.
Dauletkereï (1820-1887), fils de khan, s’attache à traduire des sentiments amoureux (Qudacha), des allégories poétiques et des réflexions philosophiques, dans un tempo très adoucis, faisant appel à une virtuosité très contrôlée.
Abyl (1820-1892) et Espaï sont les symboles de la péninsule de Manghychlak, et leur style se caractérise par la gestuelle et la virtuosité de la main droite, donnant une impression de fluidité. On doit notamment au premier le kuï « Naratu » (« le lancer de chameau ». Ce style perdure aujourd’hui au travers des interprétations de Serjan Chakratov.
Kazanghap (1854-1927) incarne le style de la région d’Aktioubé. Ses compositions, empreintes de philosophie, traduisent une réflexion sur les thèmes de la vie et de la mort, du sens et de la brièveté de l’existence. Sa technique est celle d’un orfèvre, répétant thèmes et improvisations virtuoses. Abdulkhamid Raïymbergenov est son actuel héritier spirituel.

#### Le stylechertpe
Le style chertpe s’est développé dans le centre, l’est et le sud du Kazakhstan. Il se caractérise par des pincements de cordes et un timbre mélodieux. Il exprime les émotions de l’âme humaine et traduit de fines esquisses psychologiques. L’instrument est plus petit que dans le style tokpe, avec un manche large et court, portant de cinq à neuf frettes. Certains instruments présentent une troisième corde autorisant des accords originaux.
Tattimbet, de la région de Karaganda en est le symbole. Il utilise des variations répétées de plusieurs thèmes, au rythme libre et souple et sa ligne mélodique est une composition symétrique. On retrouve aujourd’hui ce style dans les interprétations de Magauja Khamzin.
Sugir (1882-1962), du sud du pays, s’est d’abord inspiré du style chertpe, avant d’emprunter au style tokpe son dynamisme, pour satisfaire le lyrisme traditionnel. Son école, très présente dans la région de Karataou est aujourd’hui représentée par Tölegen Mombekov.

### Quelques dombristes kazakhs célèbres
Style tokpe
- Abyl (XIXe siècle)
- Karchimbaï Akhmediarov
- Aqjelen
- Uljan Baïbusynova

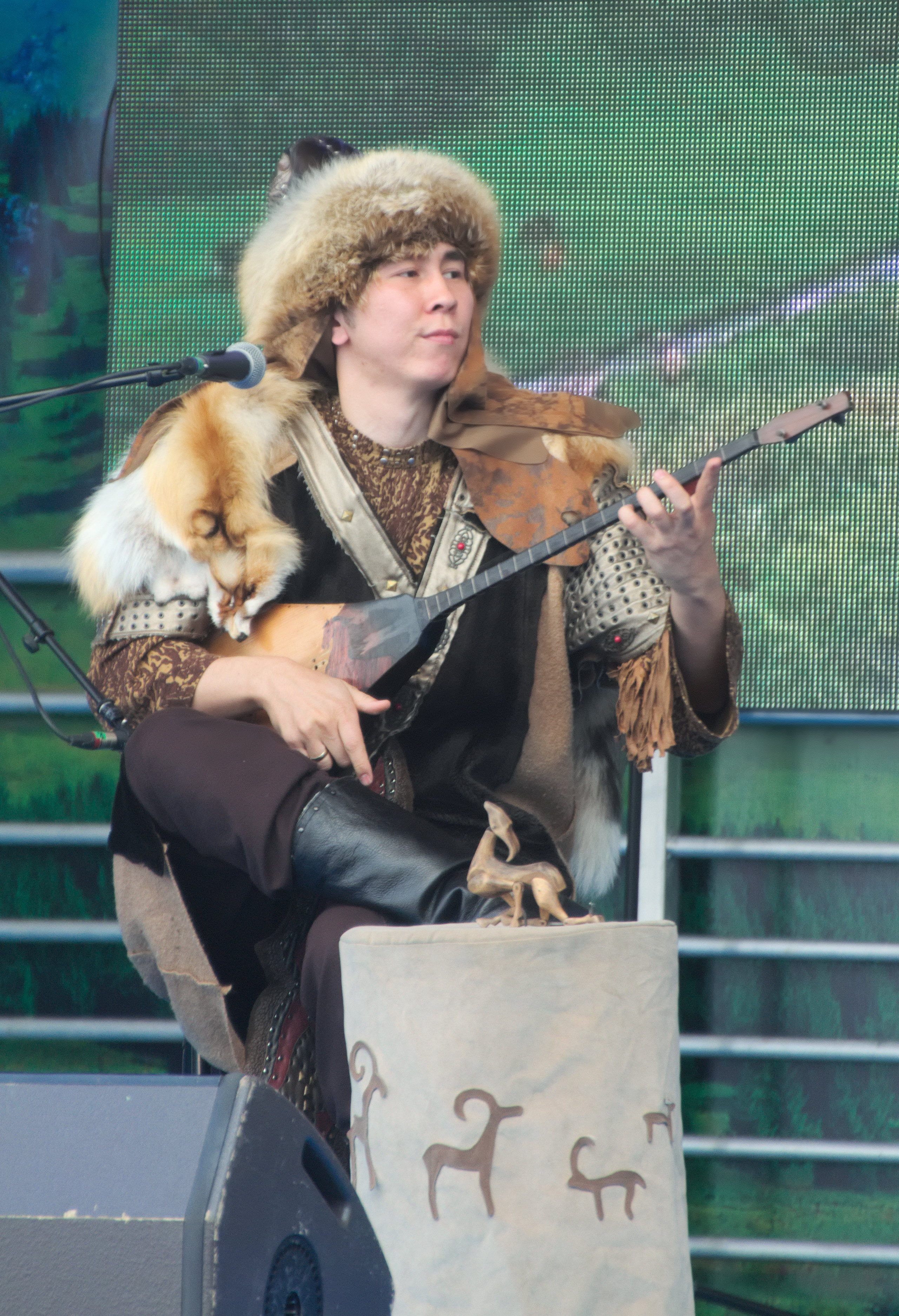
Bauirzhan Bekmukhanbetov du groupe Ensemble Turan

- Bakhil Basygaraï (de la tradition de Kazanghap)
- Serjan Chakratov
- Dauletkereï (1820-1887)
- Rysbaï Gabdiev
- Jumabaï Jansugurov
- Raïybergen Julekenov, élève de Kazanghap. Son fils Yshak Raïymbergenov et son petit-fils Abdullkhamid Raïymbergenov perpétuèrent son legs culturel
- Kazanghap (1854-1927), auteur du kuï « Kökil »
- Kurmanghazy (1818-1889)
- Najmetdin Mambetalin
- Dina Nurpeïsova (1861-1955)
- Usen-Töre (XIXe siècle)
- Chamchat Tulepova
- Murat Uskenbaev (1904-1982)

Style chertpe
- Magauja Khamzin (de la tradition de Tattimbet)
- Tölegen Mombekov
- Tattimbet (XIXe siècle)

Télévision (style libre)
- Ernar Kaldynov (connu grâce à Kazakhstan Idol en 2007)

Divers
- Bauirzhan Bekmukhanbetov du groupe Ensemble Turan
- Shegofa Shereen (Première femme d'Afghanistan à maîtriser l'art du dombra)